# Plagiopylea
Classe
Les Plagiopylea sont une classe de Ciliés.

## Liste des ordres
Selon le World Register of Marine Species (2 décembre 2024), TAXREF (2 décembre 2024), BioLib (2 décembre 2024) et le NCBI (2 décembre 2024) :
- Plagiopylida

Selon l'IRMNG (2 décembre 2024) et The Taxonomicon (2 décembre 2024) :
- Odontostomatida Sawaya, 1940
- Plagiopylida Jankowski, 1978

## Systématique
Le nom valide complet (avec auteur) de ce taxon est Plagiopylea Small & Lynn, 1985.